# Rock Falls, Illinois
Rock Falls är en stad (city) i Whiteside County, i delstaten Illinois, USA. Enligt United States Census Bureau har staden en folkmängd på 9 249 invånare (2011) och en landarea på 9,5 km².